# Општина Птуј
Градска општина Птуј (словен. Ptuj) је једна од општина Подравске регије у држави Словенији. Седиште општине је истоимени град Птуј.

## Природне одлике
Рељеф: Општина Птуј налази се у источном делу Словеније, у словеначком делу Штајерске. Општина се налази у долини реке Драве.
Клима: У општини влада умерено континентална клима.
Воде: Једини битан водоток у општини је река Драва. Непосредно низводно од града образовано је вештачко Птујско језеро на реци Драви. сви остали водотоци су мали и њене су притоке.

## Становништво
Општина Птуј је веома густо насељена.

## Насеља општине
| - Грајена - Грајеншчак - Кицар - Крчевина при Вурбергу - Местни Врх | - Пациње - Подвинци - Птуј - Сподњи Веловлек - Спухља |  |

## Додатно погледати
- Птуј